# Gladiator (Band)
Gladiator ist eine slowakische Grunge- und Death- und Thrash-Metal-Band aus Alekšince, die im Jahr 1989 gegründet wurde.

## Geschichte
Die Band wurde im Jahr 1989 gegründet. Das Debütalbum der Gruppe erschien im Januar 1992 unter dem Namen Designation bei Zeras Records. Über Škvrna Records schloss sich bereits im Folgejahr das zweite Album Made of Pain an. Das Lied My World, das auf dem Tonträger enthalten war, wurde zudem mehrfach im Radio gespielt. Das dritte Album erschien unter dem Namen Third Eye im Jahr 1994. Nach einem Wechsel zum Major-Label Ariola folgte das Album Dogstime im Jahr 1996. Danach erschienen noch weitere Studioalbum: Legal Drug (1997), auf dem auch eine Coverversion des The-Doors-Liedes Touch Me enthalten war, …Viem, kde boh spí (1999) und Babylon Hotel (2000). 2002 erschien zudem eine Kompilation, auf der unter anderem auch eine Coverversion des The-Rolling-Stones-Liedes (I Can’t Get No) Satisfaction enthalten war.  Danach wechselte die Gruppe zur Universal Music Group. Hierüber erschienen die Alben Črepy (2002) und Cesta do neba (2004). Danach wechselte die Gruppe zu Columbia Records, worüber mit Mesto (2006), …Ako predtým (2007) und Hlavu maj hore (2009) weitere Studioalben erschienen.

## Stil
Laut rockdetector.com ist das Album Designation stark am Thrash Metal orientiert. Third Eye sei stark durch Grunge beeinflusst worden. Laut Roland Silberhorn im Buch Heavy Metal aus Osteuropa spielt die Band auf Designation eine Mischung aus Thrash- und Death-Metal. Die Musik klinge wie eine Mischung aus Slayers Hell Awaits und Symbolic von Death. Vor allem der Gesang höre sich wie eine Vermischung aus Tom Araya und Peter Steele, wie sie 1985 geklungen hätten. Die E-Gitarren würden gelegentlich an Chuck Schuldiner erinnern. Auf Made of Pain klinge die Band auch sehr nach Slayer, speziell die Alben Hell Awaits, Reign in Blood und South of Heaven. Die Soli, die Gladiator verwende, beherrsche die Gruppe jedoch besser als Slayer. Die Texten würden in perfektem Englisch vorgetragen werden. Auf Third Eye seien Einflüsse von Metallica und Nirvana hinzugekommen. Später habe sich die Band am Britpop orientiert. Laut Birgit Fuß vom Metal Hammer ist die Band auf Legal Drug nur eine drittklassige Kopie von Pearl Jam. Laut classicthrash.com hätte das Album Designation auch ein altes Sepultura-Demo sein können. Die Liedstrukturen seien mäßig komplex und Gesang ähnele dem von Max Cavalera Ende der 1980er Jahre. Vergleichbar sei das Album mit den Sepultura-Tonträgern Schizophrenia und Beneath the Remains. Auf Made of Pain bewege sich die Gruppe von ihren Sepultura-Gemeinsamkeiten weg. Im Vergleich zum Debütalbum klinge die Musik wenige interessant. Die Lieder seien gewöhnlicher Thrash Metal. Auch thethrashmetalguide.com hörte auf dem Debütalbum starke Sepultura-Parallelen heraus und gab als Vergleich die Alben Arise und Beneath the Remains an. Das Lied Profitable Losses weise einen leichten Death-Metal-Einfluss auf. Ähnlich gehe auch das Folgelied Bastard Death vor, jedoch seien die Riffs schwerer. Ähnlich sähe es auch bei den anderen Liedern aus. Morbid Murdering sei langsamer, aber fast ein reines Death-Metal-Lied, mit mäßig anspruchsvollen Riffs. Useless Child sei mit den Slayer der späten 1980er Jahre vergleichbar. Auch auf Made of Pain wurde festgestellt, dass man sich von den Sepultura-Parallelen etwas gelöst hat. Die Musik sei vor allem mit Bands aus den 1980er Jahren vergleichbar: Vor allem Slayer, sowie Devastation und Vio-lence. Die Lieder seien nun meistens weniger schnell und intensiv. Im Lied For All Gods seien zudem erneut Death-Metal-Einflüsse hörbar. In späteren Albenveröffentlichungen habe sich die Band dem modernen Heavy Metal zugewandt, der mit Grunge und Groove angereichert worden sei.

## Diskografie
- Predohra smrti (Demo, 1990, Eigenveröffentlichung)
- Designation (Album, 1992, Zeras Records)
- Thrash Metal Made in Slovakia '92 (Split mit Editor, Acheron und Šakal, 1992, Station Master Records)
- Made of Pain (Album, 1993, Škvrna Records)
- Third Eye (Album, 1994, Škvrna Records)
- Dogstime (Album, 1996, Ariola)
- Legal Drug (Album, 1997, Ariola)
- … viem, kde boh spí (Album, 1999, Ariola)
- Babylon Hotel (Album, 2000, Ariola)
- Single 1994–2002 (Kompilation, 2002, Ariola)
- Črepy (Album, 2002, Universal Music Group)
- Cesta do neba (Album, 2004, Universal Music Group)
- Mesto (Album, 2006, Columbia Records)
- … ako Predtým (Album, 2007, Columbia Records)
- Hlavu maj hore (Album, 2008, Columbia Records)
- Gladiator Live (Live-Album, 2008, Columbia Records)
- Gladiator Live (DVD, 2008, Columbia Records)
- Slovensko – hokejová republika / Life Is a Game (Split mit Kristína, 2011, Universal Music Group)
- 20 rokov (Kompilation, 2011, Universal Music Group)